# Pelastoneurus aurifacies
Pelastoneurus aurifacies är en tvåvingeart som beskrevs av Van Duzee 1923. Pelastoneurus aurifacies ingår i släktet Pelastoneurus och familjen styltflugor.
Artens utbredningsområde är Alabama. Inga underarter finns listade i Catalogue of Life.